# Chaovarat Chanweerakul
Chaovarat Chanweerakul (th. ชวรัตน์ ชาญวีรกุล, ur. 7 czerwca 1936 w Bangkoku) – tajski polityk, w 2008 wicepremier Tajlandii, od 2 do 17 grudnia 2008 pełniący obowiązki premiera, w latach 2008–2011 minister spraw wewnętrznych.

## Życiorys
Chaovarat Chanweerakul w 1966 ukończył ekonomię na Uniwersytecie Thammasat w Bangkoku. W 1991 zdobył dyplom National Defence College. Jest żonaty, ma troje dzieci.
Chaovarat Chanweerakul dwukrotnie pełnił funkcję wiceministra finansów. Po raz pierwszy w latach 1994-1995 w gabinecie premiera Chuana Leekpai, a następnie w latach 1996-1997 w gabinecie premiera Chavalita Yongchaiyudha. 6 lutego 2008 objął stanowisko wiceministra zdrowia w gabinecie premiera Samaka Sundaraveja. Zajmował je do momentu rezygnacji Sundaraveja z funkcji szefa rządu we wrześniu 2008.
24 września 2008 objął urząd wicepremiera w gabinecie premiera Somachaia Wongsawata. 2 grudnia 2008 Sąd Konstytucyjny rozwiązał rządzącą Partię Władzy Ludu (PPP) z powodu oszustw i kupowania głosów w wyborach parlamentarnych w grudniu 2007. Całe kierownictwo partii, włącznie z premierem Wongsawatem, zostało wykluczone z życia politycznego na okres 5 lat ze skutkiem natychmiastowym. Pełniącym obowiązki premiera został wybrany wicepremier Chaovarat Chanweerakul, który nie wchodził w skład władz rozwiązanej partii. 15 grudnia 2008 nowym premierem został wybrany przez parlament Abhisit Vejjajiva z opozycyjnej Partii Demokratycznej.
Po rozwiązaniu Partii Władzy Ludu, Chaovarat Chanweerakul dołączył do frakcji Friends of Newin Group (Przyjaciele Grupy Newina), która udzieliła poparcia rządowi premiera Abhsita Vejjajivy. W zamian za to otrzymała 3 miejsca w gabinecie, a Chaovarat Chanweerakul objął 22 grudnia 2008 stanowisko ministra spraw wewnętrznych.
Syn Chaovarata Chanweerakula, Aunthin Chanweerakul, pełnił funkcję wiceministra zdrowia w czasie rządów premiera Thaksina Shinawatry i był jednym ze 111 członków zarządu jego Thai Rak Thai Party, wykluczonych z życia politycznego na 5 lat po likwidacji partii w 2007 nakazem Sądu Konstytucyjnego.